# Kuros de Samos

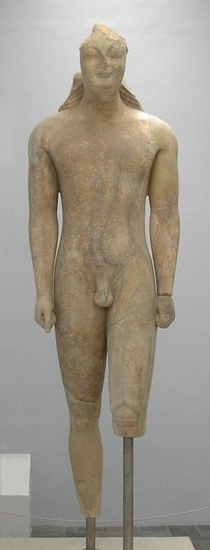
Kuros de Samos

El Kouros de Samos es una escultura griega arcaica creada en el siglo VI a. C. Por motivos estilísticos se atribuye a un artista de Samos, que probablemente la realizó en la propia Samos.
En septiembre de 1980, un equipo de arqueólogos descubrió la estatua de mármol durante una excavación topográfica rutinaria en la Vía sagrada en el Hereo. El kuros mide 5,25 metros de altura y su cuerpo está casi intacto. Su cabeza estuvo desaparecida hasta el otoño de 1984, cuando fue encontrada y unida al resto del cuerpo. Actualmente se encuentra en el Museo Arqueológico de Samos.
Aideen Carty propone que fue uno de los geomoros que gobernaron Samos a principios del siglo VI a. C.  Fue tallado alrededor de 590-570 a. C.

## Historia
En septiembre de 1980, un equipo de arqueólogos del Instituto Arqueológico Alemán descubrió la estatua de mármol durante una excavación topográfica rutinaria en la Vía sagrada en el Hereo,  junto con muchas otras esculturas similares. Se cree que fue realizado por escultores de Samos. El kuros mide 5,25 metros de altura y su cuerpo está casi intacto. Su cabeza estuvo desaparecida hasta el otoño de 1984, cuando fue encontrada y unida al resto del cuerpo. Actualmente se encuentra en el Museo Arqueológico de Samos.
Según la inscripción del muslo izquierdo del kuros, se trata de una dedicatoria realizada en el santuario por un tal Isques, hijo de Resis (Ἰσχῆς ἀνέθηκεν ὁ Ῥήσιος), del que no se sabe nada más:

ΙΣΧΗΣ ΑΝΕΘΗΚΕΝ Ο ΡΗΣΙΟΣ
Iskhēs anethēken ho Rhēsios
Iskhes hijo de Resis erigió [esto]

El kuros es muy similar a muchas otras esculturas de kurois del mismo tipo. Su tamaño refleja tanto la riqueza de su creador y de la isla en su conjunto en aquella época, como la habilidad de los escultores de Samos. La isla tenía muchas conexiones con el Antiguo Egipto en el momento de su creación, y la escultura guarda muchas similitudes con la escultura del Antiguo Egipto.
La parte principal del cuerpo de kuros se encontró en la zona de Hereo en 1980. La cabeza se encontró en 1984/1985. La escultura está expuesta en el museo desde 2007.

## Descripción
La escultura representa a un joven desnudo, típico de los kuros. El joven está representado en posición frontal con el pie izquierdo delante de la tierra. Tiene las manos a los lados, separadas del cuerpo y cerradas en puño. El pelo le llega hasta los hombros. Mde unos 4,75 metros de largo, y unos 5,5 metros con el soporte, y es uno de los más altos de Grecia. La escultura es de mármol. Fue pintada, y quedan pequeños restos de la pintura.
La escultura que se conserva ha sido ensamblada a partir de varias piezas encontradas en diferentes épocas y restaurada. Le faltan la parte inferior de las piernas y parte de la cabeza.

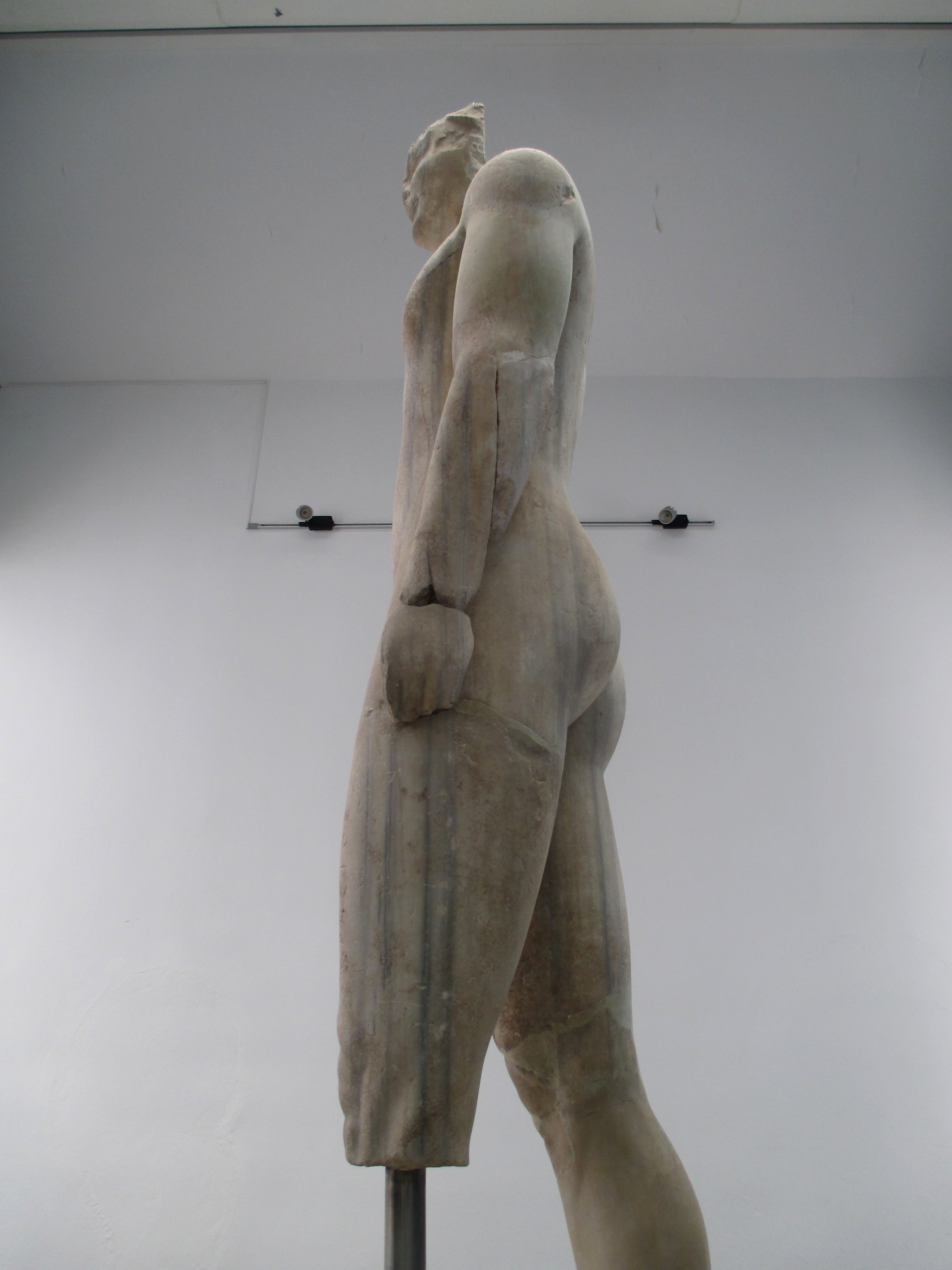
Perfil izquierdo.
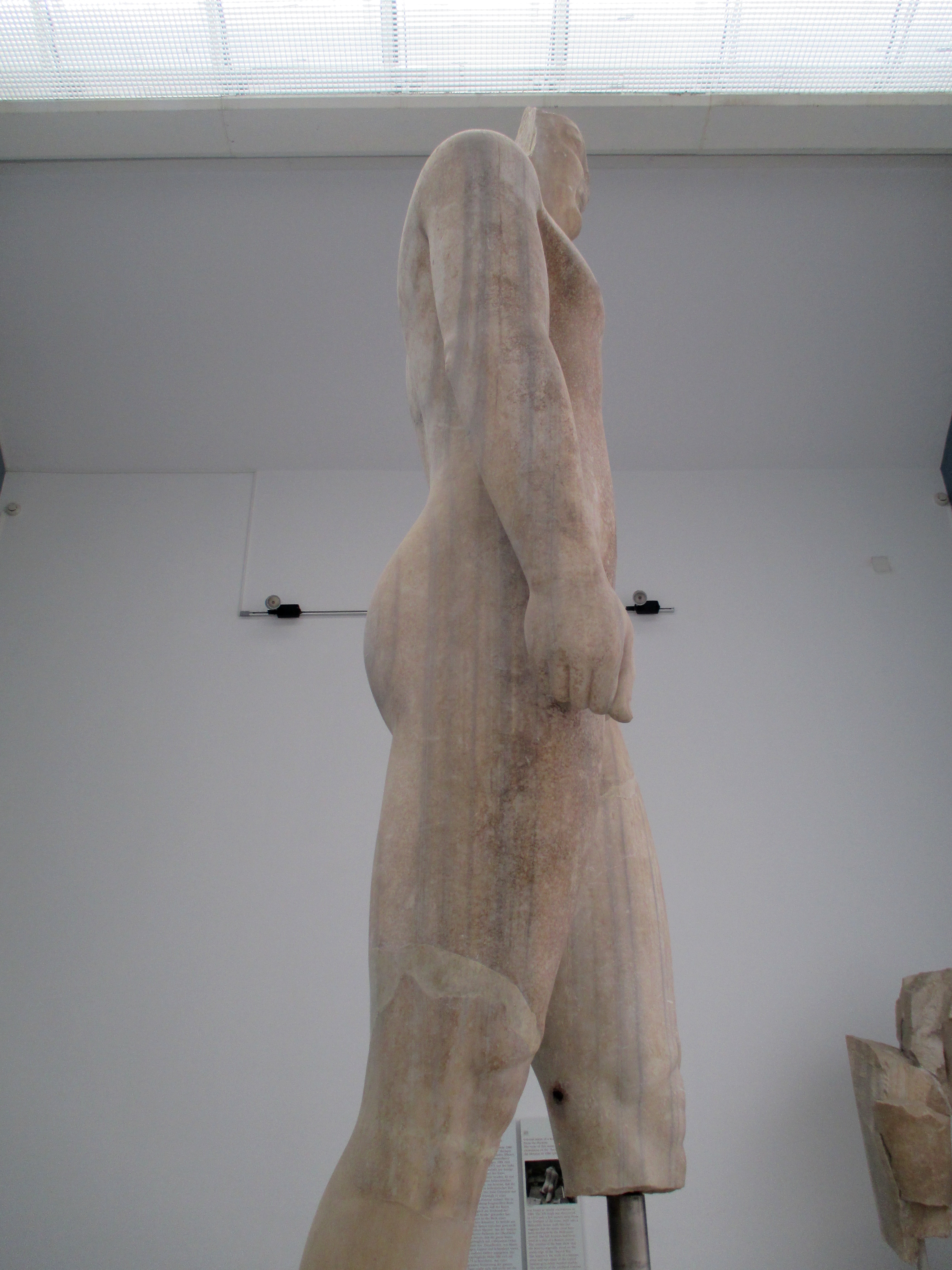
Perfil derecho.
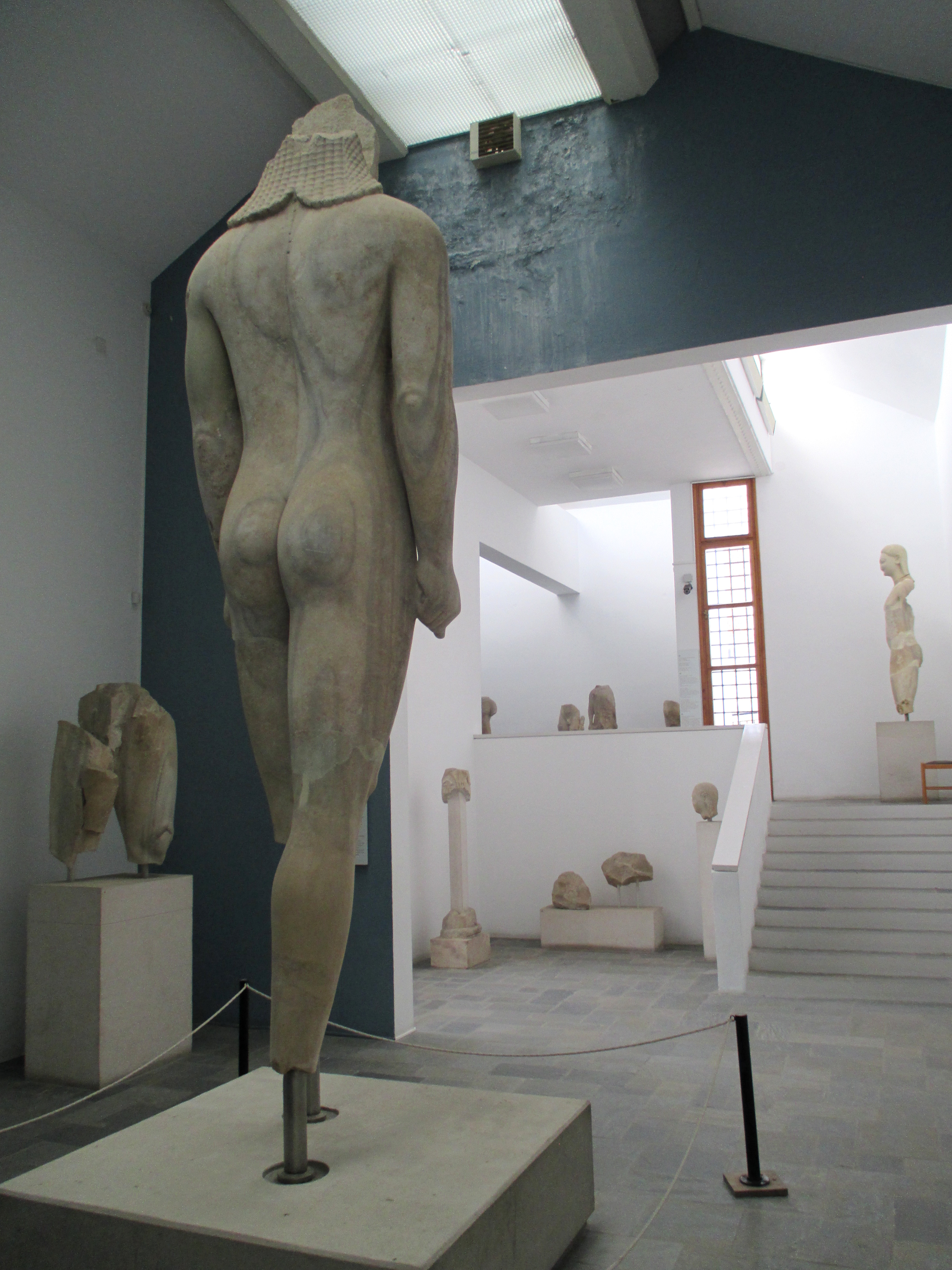
Parte posterior.
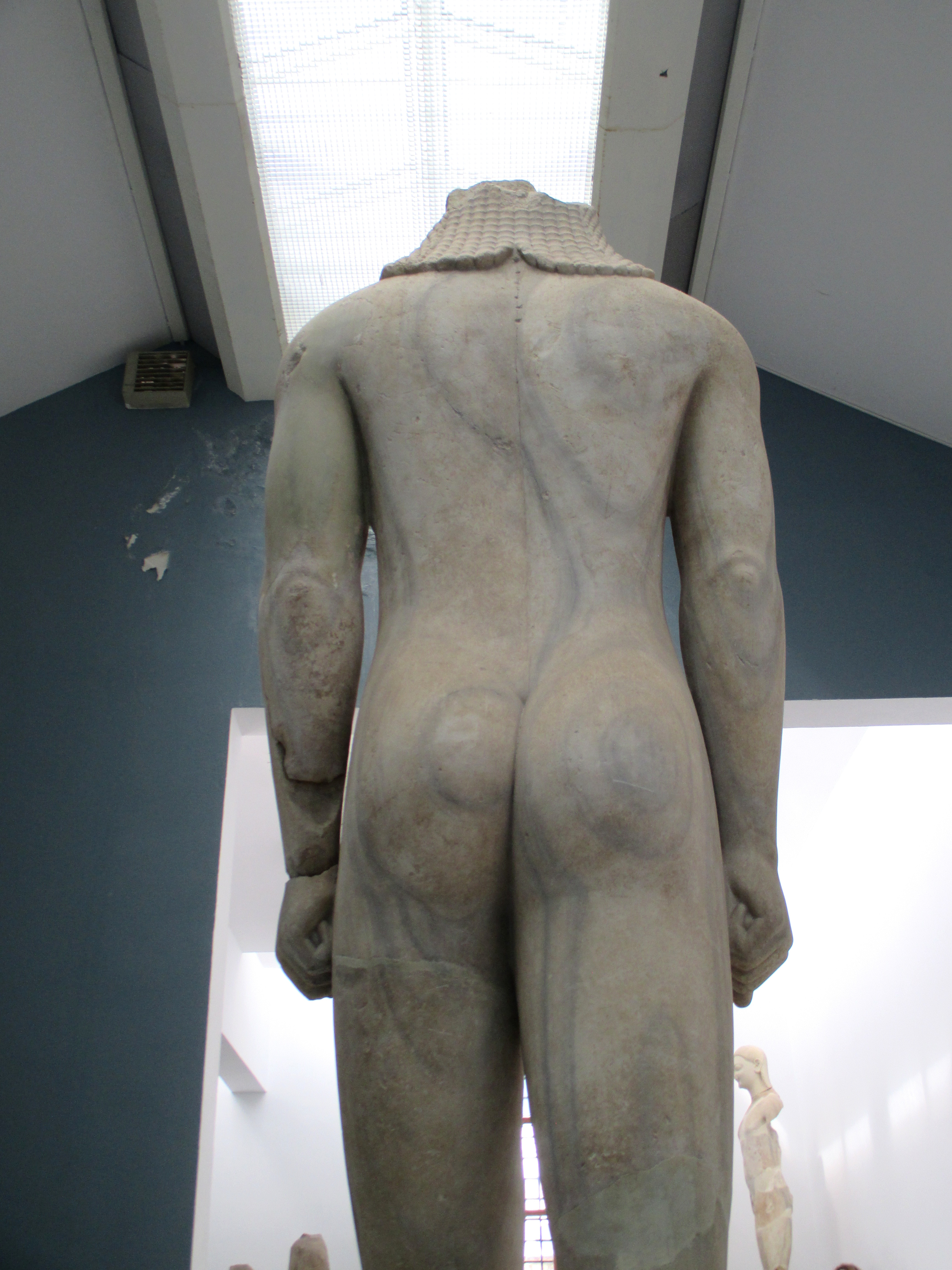
Parte posterior.
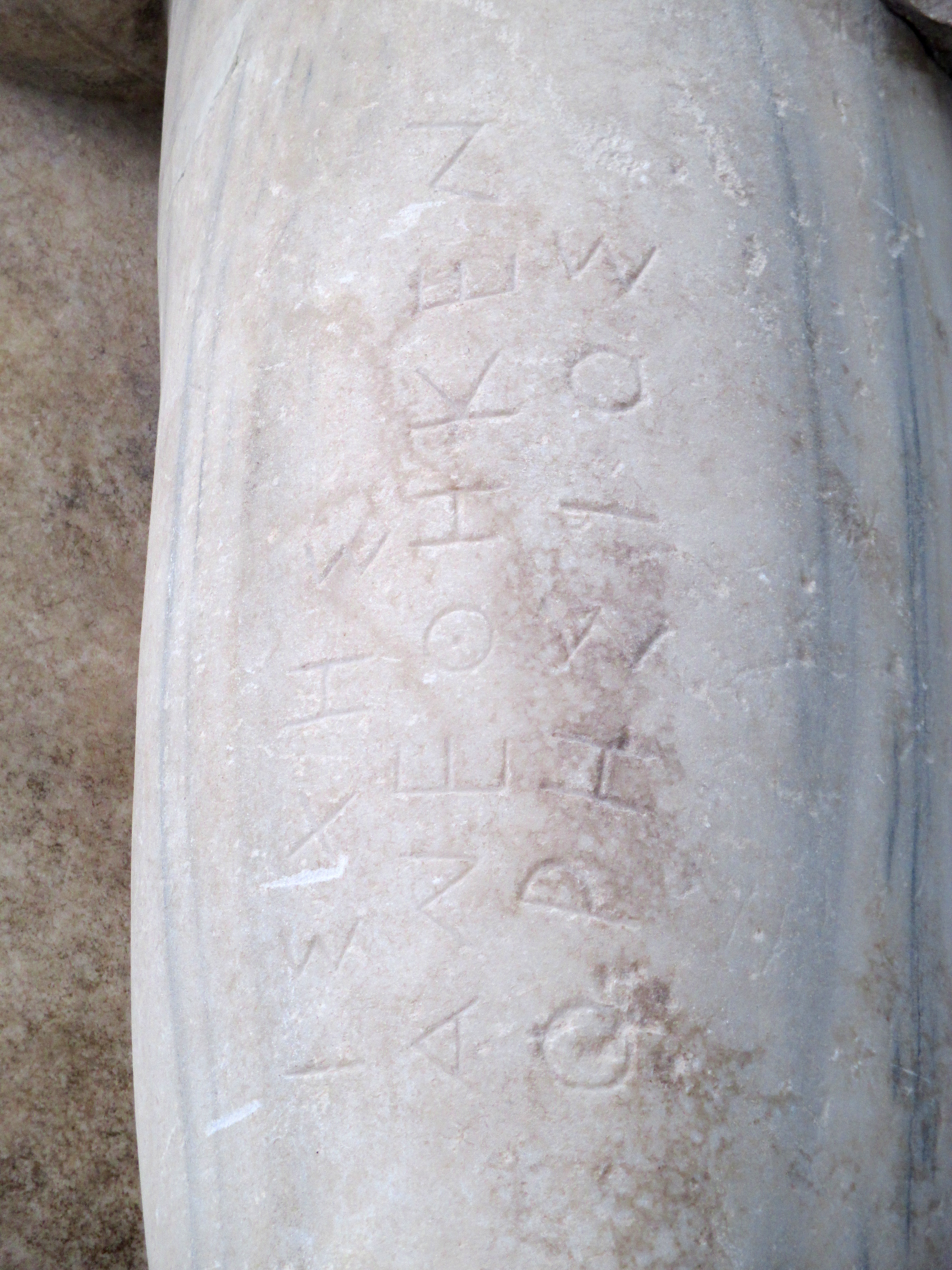
Inscripción en el muslo de la escultura.